# Šentjernejska noč
Šentjernejska noč označuje atentat na hugenotskega poveljnika Gasparda de Coligny v noči na 24. avgust 1572, kateremu je sledil pokol velikega števila  pariških hugenotov. Moderni zgodovinarji ocenjujejo, da so poboji, ki so trajali še več tednov po tem datumu, zahtevali med 5000 in 30.000 žrtev.

## Zgodovinsko ozadje
Hugenotsko gibanje je bilo od leta 1559 dalje predvsem širjenje kalvinizma v Franciji. Ker je bila državna oblast močno povezana s katoliškimi verskimi predstavniki, je opredelitev nekaterih plemičev za protestantsko gibanje kmalu zadobila politični pomen. Ni bilo več ideološko nasprotovanje dveh religij, temveč politični spor in borba za nasledstvo na francoskem prestolu med Bourboni, ki so se zavzeli za hugenotsko stališče, in strogo katoliško rodbino de Guise. Vladarska družina je morala ohraniti nevtralnost in ravnotežje med strankama, kar bi ji posredno tudi okrepilo lastno oblast. Vladar je bil od leta 1560 Karel IX. Francoski, še otrok, in regentka je bila njegova mati Katarina Medičejska. Ko je slednja dodelila določene pravice hugenotom, so Guiseji to sprejeli kot versko diskriminacijo in so se čutili upravičene, da so z orožjem napadli hugenote. S pobojem v Vassyju (1562), kjer je bilo 23 mrtvih in stotina ranjenih hugenotov, se je začelo prvo obdobje hugenotskih vojn, ki je s presledki trajalo do leta 1570.
To prvo vojno obdobje se je zaključilo s pogodbo, ki je priznavala hugenotom stare pravice. Kot potrditev pogodbe in njene pomembnosti je regentka Katarina zaročila hčer Margareto (Margot), katoličanko, s Henrikom III. Navarskim, bodočim kraljem Henrikom IV., ki je poveljeval francoskim protestantom.

## Poboj v treh dejanjih
Čeprav sta obe strani želeli ukiniti vojskovanje, je bil doseženi mir kratkotrajen, ker so katoličani smatrali za nedostojno, da so se hugenoti povrnili na dvor. Jezuiti so poroko med Henrikom in Margareto, ki se je izvršila 18. avgusta 1572, označili za "grozotno zvezo" in predstavniki pariškega parlamenta ter ambasadorji katoliških držav se niso udeležili tridnevnega slavja, ki je poroki sledilo. Samo štiri dni po poroki je bil izvršen atentat na protestantskega poveljnika Gasparda de Coligny, ki je bil sicer pri tem samo ranjen, a dogodek je dokončno zaostril napetost med strankama in velja za "prvo dejanje poboja". Hugenoti so zahtevali zadoščenje, a katoličani so sprejeli te zahteve kot grožnje.
Še danes ni popolnoma jasno, kdo je dal ukaz za pokol hugenotov. Dejansko je bilo stanje tako napeto, da je zadostovalo tudi neizrečeno odobravanje oblasti. Vendar je treba upoštevati, da je bilo na večer 22. avgusta tudi sklicano izredno zasedanje državnega sveta, ki so mu prisostvovali samo najožji sodelavci. Ni dokumentov o tej seji, vendar so zgodovinarji soglasni, da je bil tedaj sprejet odlok o poboju vseh protestantskih poveljnikov (razen navarskega in kondeškega princa). Vojaško poveljstvo je bilo podeljeno vojvodi de Guise, občinski uslužbenci so dobili nalog, naj zaprejo mestna vrata, varnostna služba pa je začela z oborožitvijo civilnega prebivalstva.
De Guisejeve čete so najprej vdrle v hišo ranjenega Colignyja in ga ubile. Truplo so vrgli skozi okno. Enaka usoda je doletela mnogo protestantskih plemičev, ki so prenočevali v bližini. Vsa trupla so bila slečena in vlečena po ulicah ter končno vržena v Seno. To je bilo "drugo dejanje poboja".
Krutost teh dogajanj je podžgala tisti del civilnega prebivalstva, ki je bil ekstremistično usmerjen. Prvotno zamišljena usmrtitev nekaterih hugenotskih poglavarjev se je dejansko sprevrgla v generalni poboj vseh protestantov, ne glede na starost, spol ali socialno pripadnost. Čeprav je kralj pozval ljudstvo, naj odneha s poboji, je drhal nadaljevala z ubijanjem in skrunjenjem trupel še več tednov. Zgodovinarji imenujejo to razdobje "tretje dejanje šentjernejskega poboja", s čimer ločujejo neorganizirane pocestne poboje razjarjenega ljudstva od načrtovane usmrtitve hugenotskih poveljnikov, ki je bila organizirana politična poteza s strani oblasti.

## Posledice
Po zgledu Parižanov so katoličani napadli hugenote tudi v drugih mestih. Poboji so si sledili drug za drugim. Že 25. avgusta je bilo v Orléansu pobitih okoli tisoč ljudi, nato so se vrstili Meaux (tudi 25. avgusta), La Charité-sur-Loire (26.), Angers (28.), Saumur (29.), Lyon (31.), Bourges (11. septembra), Bordeaux (3. oktobra), Troyes, Rouen, Toulouse (vsi 4. oktobra), pa še Albi, Gaillac, Romans, Valence, Orange in drugi. Lokalne oblasti so sicer zavzemale različna stališča, vendar pobojev nikjer niso ustavile, saj so bili v glavnem vsi katoličani prepričani, da s tem branijo svojo vero in svojega kralja.
Kralj, ki si je bil prevzel vso odgovornost za poboj – seveda le za "drugo dejanje" – je stvar opravičil s potrebo, da se "prepreči hugenotska zarota proti kralju, njegovi družini in njegovi državi". Evropskim vladarjem, vključno s papežem Gregorjem XIII., je bila vest o pokolu podana kot "kraljeva zmaga nad hugenotsko zaroto". Ob prejemu novice je Filip II. Španski izjavil, da je to najlepši dan njegovega življenja. Papež Gregor XIII. je dal izvesti svečano zahvalnico Te Deum in naročil skovati spominsko medaljo.

## Odgovornost
Zgodovinarji si niso edini v pripisovanju moralne in politične odgovornosti za šentjernejski poboj. Dolgo časa je veljalo prepričanje, da je vsega kriva regentka Katarina Medičejska, ki naj bi direktno ukazala poboj vseh protestantov. Čeprav ni želela Colignyjeve smrti, ki bi okrnila težko doseženo ravnovesje sil, naj bi Katarina po atentatu uvidela, da državi sedaj grozi hugenotska sla po maščevanju. Zaradi te ogroženosti naj bi se odločila prekrižati protestantske načrte s pobojem njihovih poglavarjev. Zato je tudi kralj formalno prevzel vso odgovornost, s čimer je hotel pokazati svojo vojaško premoč. Danes mnogi zgodovinarji sprejemajo to tezo, ker je bila v tistih časih fizična odstranitev nasprotnikov popolnoma razumljiva politična poteza. Vsekakor pa dvomijo, da sta bila kralj in njegova mati sploh seznanjena z dogajanji "tretjega dejanja", to je s pokoli, ki so sledili.
Nekateri moderni zgodovinarji so mnenja, da je bil vodilna osebnost teh dogodkov Henrik Anžujski (pozneje kralj Henrik III. Francoski), ki je hotel izkoristiti verske spore za svoje osebno napredovanje na dvoru. Zato naj bi se zavezal s Henrikom I. Guškim, s katerim naj bi organiziral sistematični poboj vseh hugenotov in njihovih zagovornikov. Po umoru hugenotskih veljakov, ki je bil izvršen po kraljevem ukazu, naj bi Henrik hotel močno pomnožiti pokole in skrunjenja, kar naj bi pred očmi ostale Evrope odločilno zmanjšalo ugled kraljeve družine in posredno pomagalo njemu do prestola.
Drugi spet trdijo, da so za pokol krivi enostavno Parižani sami, ki jih je dvorna politika zavedla v krvavo obračunavanje z verskimi nasprotniki. Po tej tezi naj bi pripadniki družine le Guise in agenti Filipa II. Španskega izvedli državni udar, najprej z atentatom na Colignyja, pozneje tudi s pouličnimi poboji, s katerimi so prepričevali ljudstvo, da branijo kralja. V resnici so bila vsa ta obračunavanja v nasprotju z dotedanjo kraljevo politiko in naj bi samo služila kot dokaz kraljeve nesposobnosti. Čeprav je sodelovanje prebivalstva verjetno celo preseglo predvidevanja, je državni udar propadel zaradi evropske solidarnosti s kraljevo družino.
Obe tezi, o državnem udaru in o spletkah Henrika Anžujskega, sta bolj sprejemljivi od krutosti Katarine Medičejske tudi ob upoštevanju pobojev v drugih francoskih mestih. Dolga vrsta pobojev po vsej državi pomeni preventivno načrtovanje ubijanja hugenotov, ali vsaj organizirano spodbujanje ljudstva k nasilju. Katarina Medičejska oziroma kralj pa gotovo nista želela nemirov po državi in nista mogla imeti koristi od njih.